# 紀元前177年
紀元前177年（きげんぜん177ねん）は、ローマ暦の年である。

## 他の紀年法
- 干支 : 甲子
- 日本
  - 孝元天皇38年
  - 皇紀484年
- 中国
  - 前漢 : 文帝3年
- 朝鮮
  - 檀紀2157年
- 仏滅紀元 : 368年
- ユダヤ暦 : 3584年 - 3585年

## できごと

### ギリシア
- マケドニア王ペルセウスがセレウコス朝の君主セレウコス4世フィロパトルの娘ラオディケと結婚した。

### ローマ帝国
- 二度の軍事行動の後、ローマ帝国はついにイストリア半島のイリュリアを征服した。
- ローマ人は、北イタリアのマグラ川の河口にルーニの街を建設した。

## 死去
- 劉興居、劉邦の孫
- 劉章、劉邦の孫（* 紀元前200年）